# The Heart Wants What It Wants
"The Heart Wants What It Wants" là một bài hát của nữ ca sĩ Selena Gomez từ album tuyển chọn năm 2014 của cô ấy, For You. Bài hát được phát hành vào ngày 6 tháng 11 năm 2014 bởi hãng đĩa Hollywood Records với tư cách đĩa đơn duy nhất từ album.

## Danh sách các phiên bản
- Bản tải về kĩ thuật số

1. "The Heart Wants What It Wants" – 3:47

- Bản tải về kĩ thuật số - remix

1. "The Heart Wants What It Wants" (DJ Kue Remix) – 4:34
2. "The Heart Wants What It Wants" (DJ Kue Alternate Remix) – 4:28
3. "The Heart Wants What It Wants" (Cosmic Dawn Club Mix) – 6:57
4. "The Heart Wants What It Wants" (Cosmic Dawn Remix Edit) – 4:32
5. "The Heart Wants What It Wants" (Cosmic Dawn Club Mix) [Instrumental] – 6:57
6. "The Heart Wants What It Wants" (Ruff Loaderz Remix) - 5:19
7. "The Heart Wants What It Wants" (Ruff Loaderz Radio Remix) - 3:35
8. "The Heart Wants What It Wants" (Ultimix by Mark Roberts) – 5:49

## Xếp hạng

### Weekly charts
| Chart (2014–15)                        | Peak position |
| -------------------------------------- | ------------- |
| Úc (ARIA)                              | 33            |
| Áo (Ö3 Austria Top 40)                 | 48            |
| Bỉ (Ultratop 50 Flanders)              | 33            |
| Bỉ (Ultratop 50 Wallonia)              | 23            |
| Canada (Canadian Hot 100)              | 6             |
| Canada CHR/Top 40 (Billboard)          | 10            |
| Canada Hot AC (Billboard)              | 21            |
| Cộng hòa Séc (Rádio Top 100)           | 39            |
| Cộng hòa Séc (Singles Digitál Top 100) | 6             |
| Đan Mạch (Tracklisten)                 | 9             |
| Phần Lan (Suomen virallinen lista)     | 15            |
| Pháp (SNEP)                            | 30            |
| Đức (GfK)                              | 53            |
| Greece Digital Songs (Billboard)       | 6             |
| Hungary (Single Top 40)                | 13            |
| Ireland (IRMA)                         | 60            |
| Lebanon (Lebanese Top 20)              | 4             |
| Hà Lan (Single Top 100)                | 58            |
| New Zealand (Recorded Music NZ)        | 19            |
| Na Uy (VG-lista)                       | 13            |
| Scotland (OCC)                         | 22            |
| Slovakia (Rádio Top 100)               | 40            |
| Slovakia (Singles Digitál Top 100)     | 7             |
| South Africa (EMA)                     | 8             |
| Tây Ban Nha (PROMUSICAE)               | 23            |
| Thụy Điển (Sverigetopplistan)          | 53            |
| Thụy Sĩ (Schweizer Hitparade)          | 52            |
| Anh Quốc (OCC)                         | 30            |
| Hoa Kỳ Billboard Hot 100               | 6             |
| Hoa Kỳ Adult Contemporary (Billboard)  | 18            |
| Hoa Kỳ Adult Pop Airplay (Billboard)   | 18            |
| Hoa Kỳ Dance Club Songs (Billboard)    | 35            |
| Hoa Kỳ Latin Pop Songs (Billboard)     | 32            |
| Hoa Kỳ Pop Airplay (Billboard)         | 7             |
| Hoa Kỳ Rhythmic (Billboard)            | 30            |

## Certifications
| Quốc gia                                  | Chứng nhận | Số đơn vị/doanh số chứng nhận |
| ----------------------------------------- | ---------- | ----------------------------- |
| Canada (Music Canada)                     | Platinum   | 0*                            |
| Đan Mạch (IFPI Đan Mạch)                  | Gold       | 40,000^                       |
| Thụy Điển (GLF)                           | Gold       | 10.000‡                       |
| Hoa Kỳ (RIAA)                             | Platinum   | 1,300,000                     |
| ^ Chứng nhận dựa theo doanh số nhập hàng. |            |                               |